# Solanum truncatum
Solanum truncatum är en potatisväxtart som beskrevs av Paul Carpenter Standley och Conrad Vernon Morton. Solanum truncatum ingår i släktet skattor som ingår i familjen potatisväxter. Inga underarter finns listade i Catalogue of Life.